# Marcus Livius Drusus (konzul 112 př. n. l.)
Marcus Livius Drusus (155 př. n. l. - 108 př. n. l.) byl římský politik, který v roce 112 př. n. l. zastával úřad konzula. Byl také správcem provincie Makedonie a úspěšně vedl kampaň v Thrákii proti Skordiskům.

## Původ
Drusus se narodil jako syn Gaia Livia Drusa, konzula na rok 147 př. n. l. Měl bratra jménem Gaius Livius Drusus a sestru Livii.

## Tribunát
Drusus byl v roce 122 př. n. l. s mohutnou podporou senátu zvolen tribunem lidu, aby podkopal zákony o pozemkové reformě Gaia Graccha. Za tímto účelem navrhl vytvořit dvanáct kolonií s 3 000 osadníky z chudších tříd a zmírnit nájem z majetku rozdělovaného státem po roce 133 př. n. l. Navrhl také, aby Italikové s latinským právem byli úplně osvobozeni od tělesných i hrdelních trestů od Římanů, což byla záměrně provokativní protinabídka ke Gracchově plánu udělení plného občanství. Tyto návrhy známé jako leges Liviae nikdy nevešly v platnost, protože senát jednoduše odmítl Gracchovy návrhy podporovat. Jejich postup byl úspěšný, Drusus získal i tolik podpory lidu, která ho ospravedlňovala vetovat návrhy Gracchových zákonů.

## Konzulát a cenzura
Drusus se později v roce 112 př. n. l. stal konzulem a s úspěchem bojoval v Makedonii, kde se mu zdařilo porazit kmen Skordisků, který dokonce vytlačil z Thrákie až za Dunaj.
V roce 109 př. n. l. byl zvolen do úřadu cenzora společně s Markem Aemiliem Scaurem. Zemřel ještě v průběhu zastávání úřadu.

## Rodina
Drusus byl ženat s Cornelií, se kterou měl tři známé děti:
- Marcus Livius Drusus, slavný tribun lidu v roce 91 př. n. l., jehož vražda se stala podnětem spojenecké války.[18]
- Mamercus Aemilius Lepidus Livianus, konzul v roce 77 př. n. l. (byl adoptován do rodiny Aemiliů Lepidů), kerý se oženil s dcerou diktátora Sully Cornelií.[18]
- Livia, matka Servilie (která byla dále matkou Bruta, jednoho z Caesarových vrahů) a Catona.[18]